# Liste der Fahnenträger der mauretanischen Mannschaften bei Olympischen Spielen
Die Liste der Fahnenträger der mauretanischen Mannschaften bei Olympischen Spielen listet chronologisch alle Fahnenträger mauretanischer Mannschaften bei den Eröffnungs- (EF) und Abschlussfeiern (AF) Olympischer Spiele auf.

## Liste der Fahnenträger
| Mannschaft             | Veranstaltung | Fahnenträger (EF)        | Fahnenträger (AF) |
| ---------------------- | ------------- | ------------------------ | ----------------- |
| 1984 in Los Angeles    | Sommerspiele  | Oumar Samba Sy           |                   |
| 1988 in Seoul          | Sommerspiele  | Oumar Samba Sy           |                   |
| 1992 in Barcelona      | Sommerspiele  |                          |                   |
| 1996 in Atlanta        | Sommerspiele  | Noureddine Ould Ménira   |                   |
| 2000 in Sydney         | Sommerspiele  | Sidi Mohamed Ould Bidjel |                   |
| 2004 in Athen          | Sommerspiele  | Youba Ould H’Meïde       | Volunteer         |
| 2008 in Peking         | Sommerspiele  | Souleymane Ould Chebal   | Volunteer         |
| 2012 in London         | Sommerspiele  | Jidou El Moctar          | Volunteer         |
| 2016 in Rio de Janeiro | Sommerspiele  | Jidou El Moctar          | Volunteer         |
| 2020 in Tokio          | Sommerspiele  | Houlèye Ba               | Volunteer         |
| 2020 in Tokio          | Sommerspiele  | Abidine Abidine          | Volunteer         |
| 2024 in Paris          | Sommerspiele  | Salam Bouha Ahamdy       | Volunteer         |
| 2024 in Paris          | Sommerspiele  | Camil Ould Doua          | Volunteer         |

Anmerkung: (EF) = Eröffnungsfeier, (AF) = Abschlussfeier, (O) = Offizieller

## Statistik
| Rang    | Sportart       | EF | AF | ∑  |
| ------- | -------------- | -- | -- | -- |
| 1       | Leichtathletik | 9  | 0  | 9  |
| 2       | Volunteer      | 0  | 6  | 6  |
| 3       | Ringen         | 2  | 0  | 2  |
| 4       | Schwimmen      | 1  | 0  | 1  |
| Gesamt: | Gesamt:        | 12 | 6  | 18 |

| Rang                   | Sportart | EF | AF | ∑ |
| ---------------------- | -------- | -- | -- | - |
| bisher keine Teilnahme |          |    |    |   |
| Gesamt:                | Gesamt:  | 0  | 0  | 0 |

| Rang    | Sportart       | EF | AF | ∑  |
| ------- | -------------- | -- | -- | -- |
| 1       | Leichtathletik | 9  | 0  | 9  |
| 2       | Volunteer      | 0  | 6  | 6  |
| 3       | Ringen         | 2  | 0  | 2  |
| 4       | Schwimmen      | 1  | 0  | 1  |
| Gesamt: | Gesamt:        | 12 | 6  | 18 |